# Паркер, Филипп
Филипп (Филип, Фил) Паркер (англ. Philip M. Parker; род. 20 июня 1960, США) — американский экономист, писатель и педагог, профессор.
Создал и запатентовал специальную компьютерную программу «Long Tail», которая сама собирает информацию из Интернета, различных баз данных и с помощью специального шаблона создаёт удобочитаемые книги.

## Биография
Родился 20 июня 1960 года в США, с рождения болен дислексией.
В раннем возрасте из-за болезни у него развилась страсть к словарям. Окончив три ВУЗа, получил степень бакалавра в области математики, биологии и экономики.
Работал старшим консультантом в EMCI и экономистом Nathan Associates в Вашингтоне, после чего перешёл во французскую бизнес-школу и научно-исследовательский институт INSEAD.

## Деятельность
Паркер утверждает, что с помощью собственной запатентованной программы, автоматически создающей книги, написал более 200 000 книг, которые публикует с помощью Icon Group International. Через другую компанию — EdgeMaven Media — он предоставляет приложения для различных фирм, желающих создавать свой собственный, написанный компьютером материал.
Наряду с соавторством в некоторых технико-экономических статьях, Паркер написал шесть книг по национальному экономическому развитию.
Паркер также принимает участие как издатель и редактор в некоторых справочных проектах. Он является вдохновителем Webster’s Online Dictionary: The Rosetta Edition — многоязычного онлайн-словаря, созданного в 1999 году с использованием словаря Уэбстера, который в настоящее время находится в общественном достоянии. Этот онлайн-ресурс компилирует различные онлайн-словари и энциклопедии, включая исправленный словарь Уэбстера (1913), Викисловарь и Википедию.
Начиная с 1998 года Филипп Паркер приступил к осуществлению инициатив по ликвидации неграмотности на основе своих консультаций со Всемирным банком; эта деятельность направлена на подготовку учебных материалов для недостаточно развитых языков. Затем он сотрудничал с различными проектами, финансируемыми фондом Билла и Мелинды Гейтс.
Используя коллекцию программ автоматизации под названием «Eve», Паркер применил собственные методы в рамках своего словарного проекта по цифровой литературе. Он сообщил, что создал более 1,3 миллиона стихов, стремясь создать их для каждого из слов, имеющихся в английском языке.